# Arma d'aire-gas
|  | No s'ha de confondre amb Arma d'aire comprimit. |

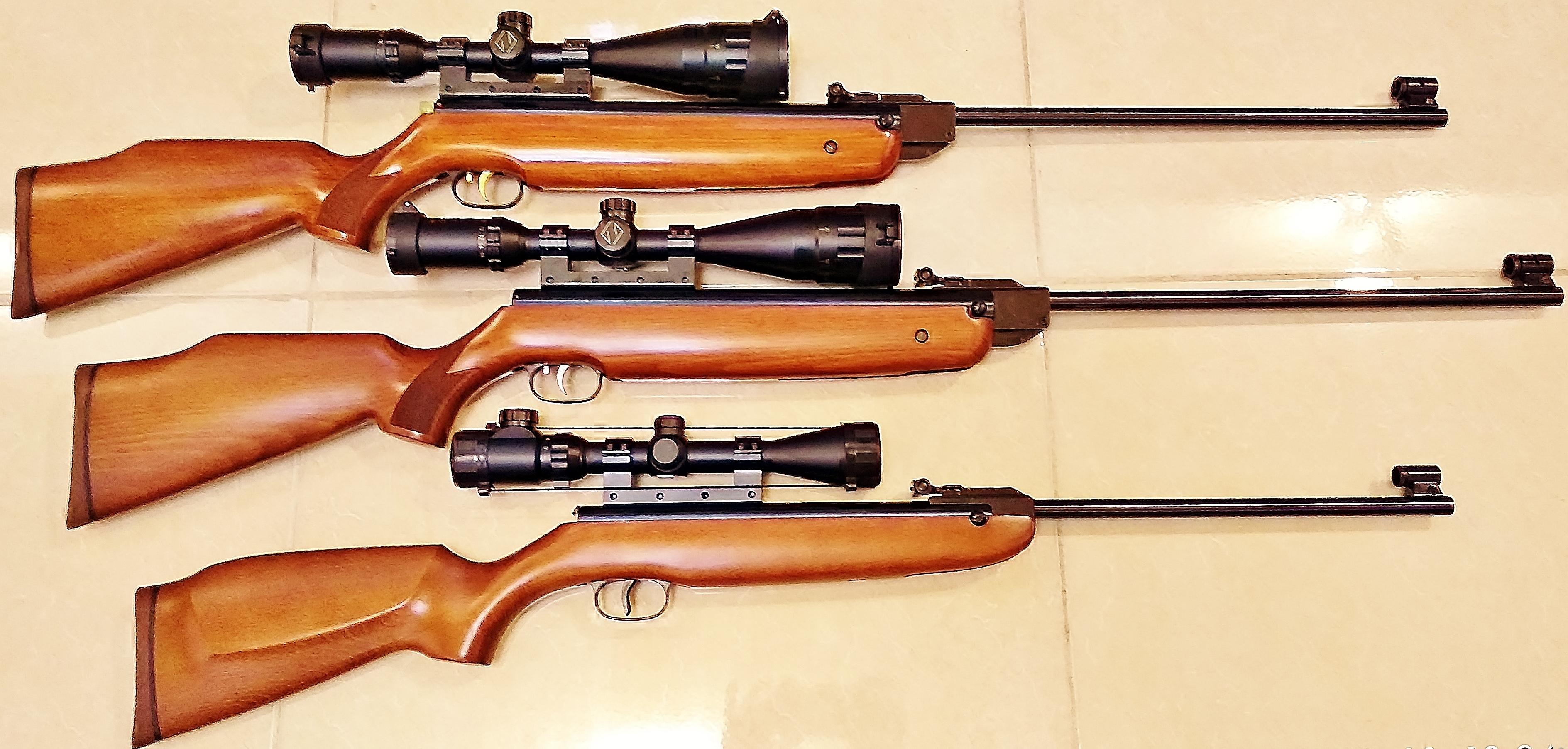
Col·lecció de rifles d'aire comú amb acció de molla amb recàrrega mitjançant la inclinació del canó.

Les armes d'aire o gas són armes que propulsen un projectil expandint un gas comprimit. A diferència d'una arma de foc, en què els gasos a pressió es generen en la deflagració d'una càrrega de propel·lent, que genera l'energia propulsora, en tenir lloc una reacció química d'oxidació dels propel·lents que trenca els enllaços moleculars; en el cas de les armes d'aire, el gas a pressió es comprimit mecànicament dins o fora de l'arma, quedant molt diferenciades les armes segons el mètode emprat per proporcionar aquest gas comprimit. Per aquest raó, el motiu d'aquest article, és tractar totes aquelles armes en les que el propel·lent del projectil, és, tant l'aire, com qualsevol altre tipus de gas diferent de l'aire..
Les armes d'aire o gas propulsen els projectils a distància, però amb molta menys energia que una arma de foc. Tot i que alguns models disparen fletxes o dards, els projectils emprats tenen una composició basada en aliatges de plom i solen tenir forma de copa (semblant a un diàbolo), però també n'hi ha d'esfèrics. Els primers models es van desenvolupar al segle xvi, sent utilitzats tant amb finalitats esportives com militars.

## Història

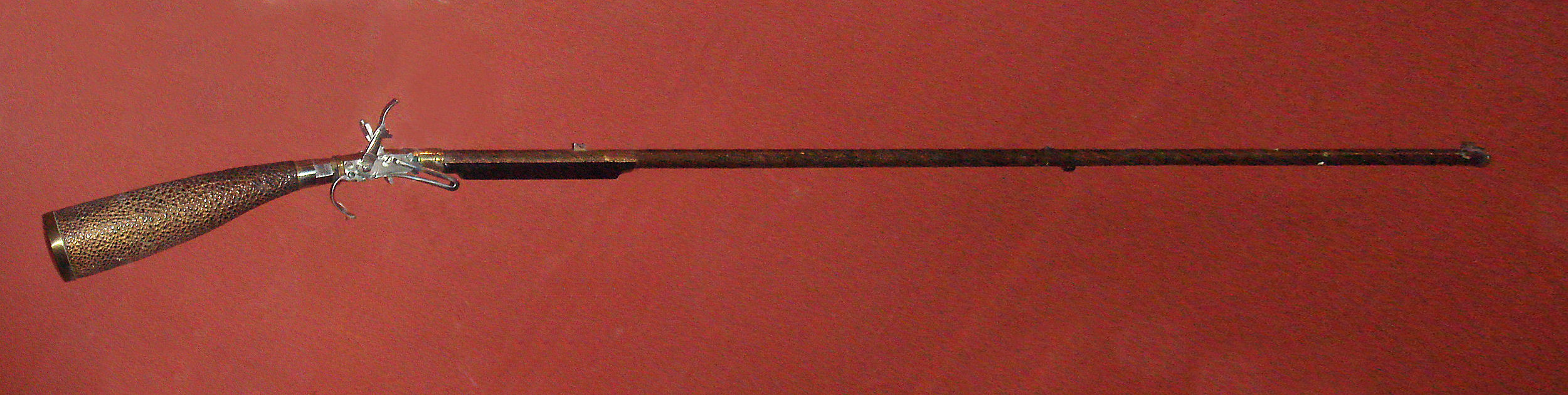
Arma d'aire Kunitomo desenvolupada per l'inventor japonès Kunitomo Ikkansai, c. 1820–1830

Les armes d'aire representen la tecnologia pneumàtica més antiga. El canó d'aire mecànic més antic existent, un canó d'aire de manxa que data d'uns 1580, es troba al Museu Livrustkammaren d'Estocolm. Aquest és el moment en què la majoria dels historiadors reconeixen com l'inici de la pistola d'aire moderna.
Al llarg del segle XVII fins al segle XIX, les carabines d'aire comprimit dels calibres .30 i .51 van ser dissenyades per a la caça d'animals grossos, com el cérvol i el senglar. Aquestes es carregaven mitjançant una bomba que omplia un dipòsit d'aire, proporcionant velocitats de 200 a 300 m/s. No obstant això, aquests equipaments també es van utilitzar en la guerra, l'exemple més reconeixible dels quals és la carabina d'aire comprimit Girandoni.

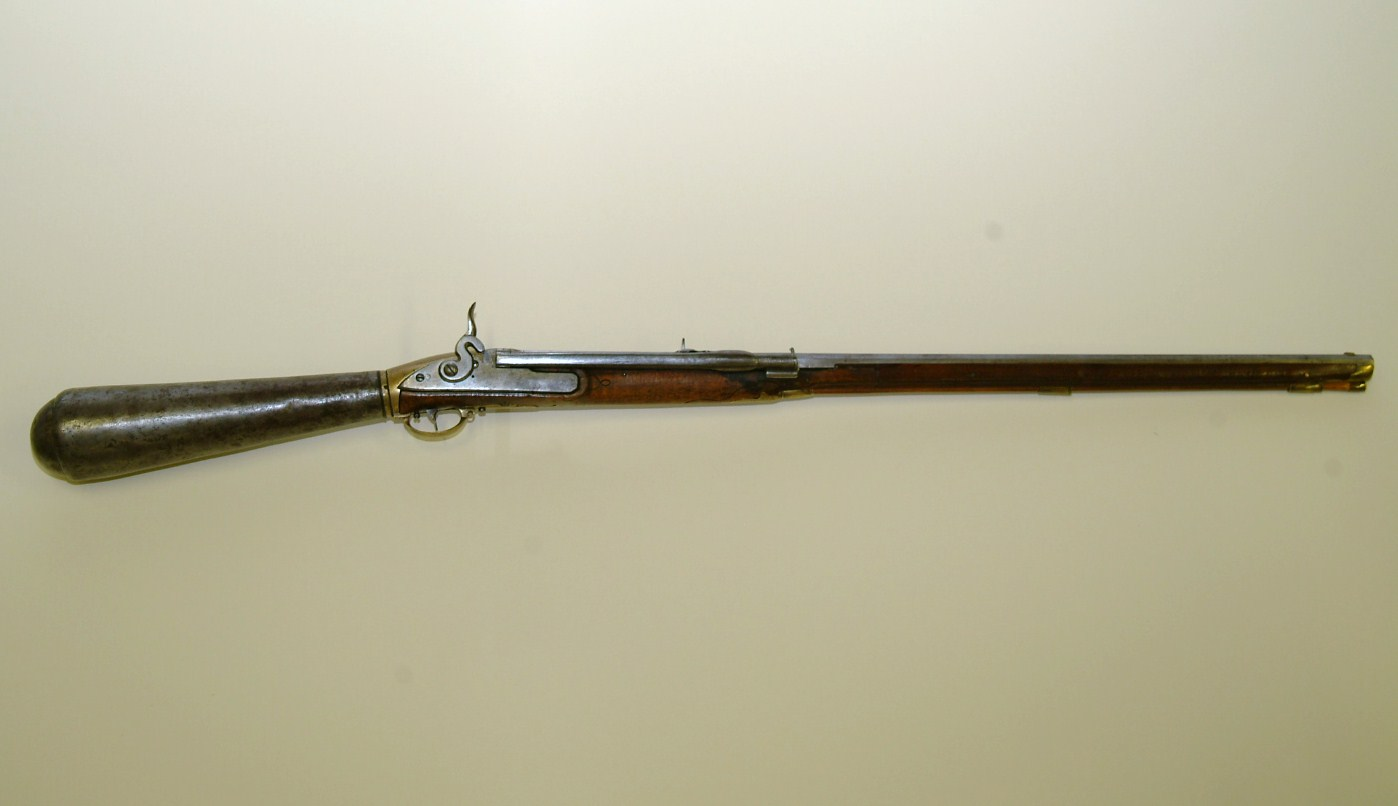
Carabina d'aire comprimit Girandoni.

En aquell moment, tenien avantatges convincents sobre les armes de foc primitives de l'època. Per exemple, les pistoles d'aire comú es podien descarregar en temps humit i pluja (a diferència dels mosquets de miscle i flintlock), i es descarregaven molt més ràpidament que les pistoles de càrrega de boca. A més, eren més silencioses que una arma de foc de calibre similar, no tenien foc de morrió i eren sense fum. Així, no van revelar la posició del tirador ni enfosquiren la vista del tirador, a diferència dels mosquets de pólvora negra dels segles XVIII i XIX.
En mans de soldats hàbils, donaven als militars un avantatge evident. França, Àustria i altres nacions tenien destacaments especials de franctiradors amb rifles d'aire. El model austríac de 1770 va rebre el nom de Windbüchse (literalment "rifle de vent" en alemany). L'arma va ser desenvolupada el 1768 o 1769 pel rellotger, mecànic i armer tirolès Bartholomäus Girandoni (1744–1799) i de vegades es coneix com a carabina d' aire comprimit Girandoni o pistola d'aire comprimit Girandoni a la literatura (el nom també s'escriu "Girandony". ," "Giradoni" o "Girardoni".) El Windbüchse tenia uns 4 peus (1,2 m) de llarg i pesava 10 lliures (4,5 kg), aproximadament la mateixa mida i massa que un mosquetó convencional. El dipòsit d'aire era una culata extraïble, en forma de maça. El Windbüchse portava vint-i-dos calibres.51 (13 mm) boles de plom en un carregador tubular. Un tirador hàbil podria disparar un carregador en uns trenta segons. Un tret d'aquesta pistola d'aire comú podria penetrar un tauler de fusta d'una polzada de gruix a cent passos, un efecte aproximadament igual al d'una pistola moderna de calibre 9 × 19 mm o .45 ACP.
Al voltant de 1820, l'inventor japonès Kunitomo Ikkansai va desenvolupar diversos mètodes de fabricació d'armes, i també va crear una pistola d'aire comú basada en l'estudi del coneixement occidental (" rangaku ") adquirit dels holandesos a Dejima.

## Gas comprimit

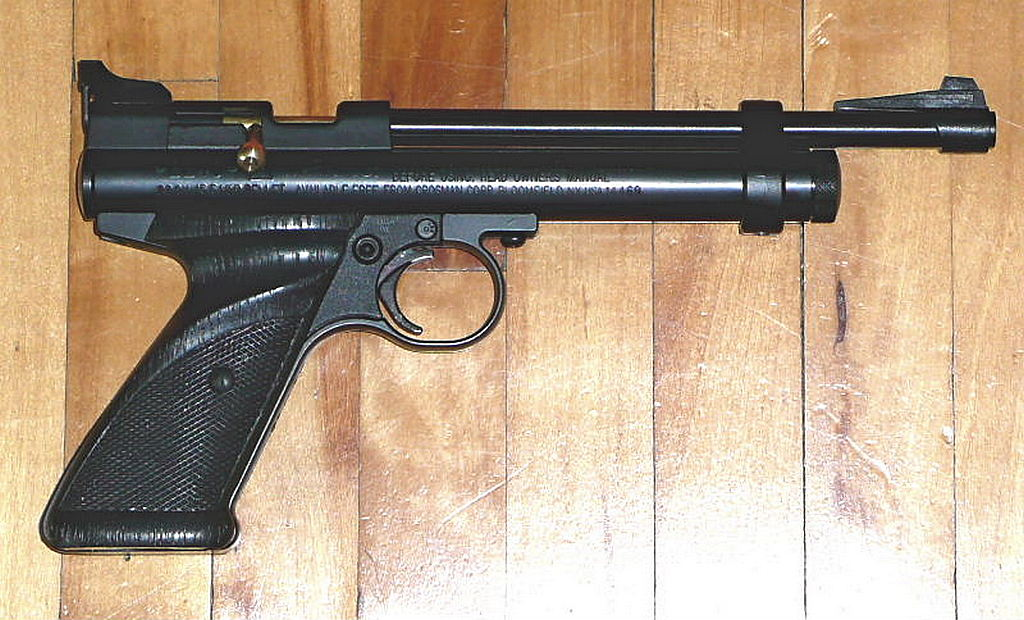
Pistola d'un tir Crossman 2240 CO ₂ (calibre .22 de pellets)

Les pistoles de gas comprimit, també conegudes com a pistoles CG, són essencialment pistoles pneumàtiques que utilitzen dipòsits de pressió desmuntables en forma de cilindres de gas externs preomplerts (sovint amb vàlvules reguladores incorporades), i es coneixen comunament com a pistola de CO ₂ . s a causa de l'ús comercial omnipresent del diòxid de carboni líquid embotellat. Tanmateix, els models més recents de gamma alta de vegades utilitzen cilindres d'aire comprimit / nitrogen més grans (coneguts com a HPA o "N ₂ "), que tenen pressions de funcionament més altes i una millor estabilitat tèrmica.

### CO₂

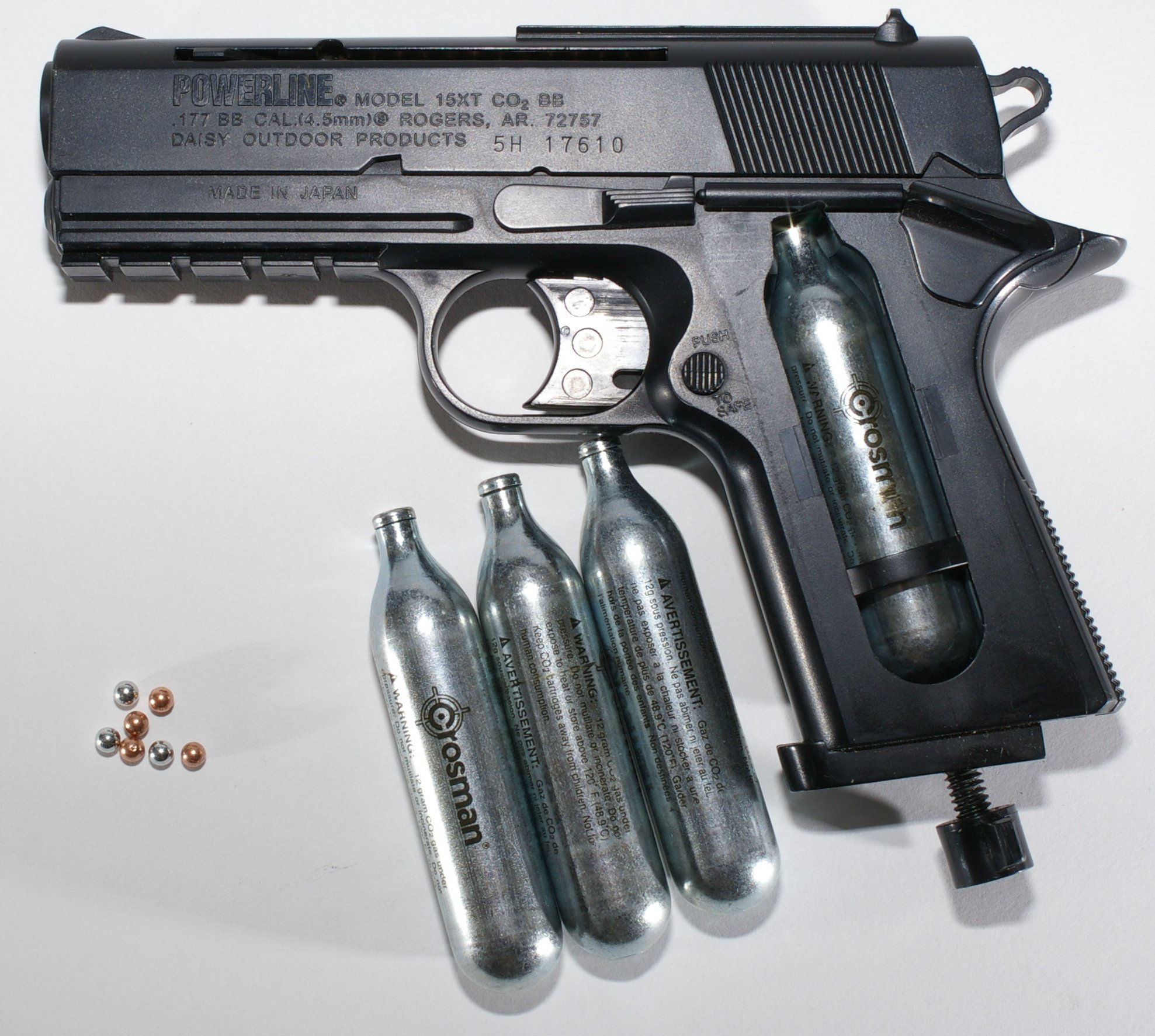
Pistola de CO ₂ i cilindres Powerlet d' un sol ús

Les pistoles de CO ₂, com altres pistoles pneumàtiques que utilitzen aire comprimit, ofereixen potència per a trets repetits en un paquet compacte sense necessitat de complexos mecanismes de bombeig o d'ompliment. La capacitat d'emmagatzemar energia per a trets repetits també significa que els braços repetits són possibles. Hi ha moltes rèpliques de revòlvers i pistoles semiautomàtiques al mercat que utilitzen energia de CO ₂. La majoria de les pistoles de CO ₂ utilitzen un cilindre d'un sol ús anomenat cartutx " Powerlet ", que sovint es compra amb 12 grams (0.42 oz) de gas CO ₂ a pressió, tot i que alguns, normalment models més cars, utilitzen dipòsits de CO ₂ reomplibles més grans com els que s'utilitzen habitualment amb marcadors de paintball.